# 玖月奇迹
玖月奇迹，中国器乐演唱组合，以双排键和流行、美声、民族、古典风格相糅合，出道于央视《星光大道》并且获得冠军，成員為王小玮、王小海。

## 名称由来
玖月奇迹的男主唱王小海说：“我和小玮从第一次相遇，就是奇迹。在沈阳的一个KTV里唱歌，她唱民歌特别好听，所以我印象很深刻。我是个‘麦霸’，啥歌都唱，她对我印象也很深。我们共同的一个朋友带我去看她的双排键音乐会，一下子给我震住了。”王小海和王小玮两人第一次见面是九月，第二次见面是九月，第三次见面也是九月，三个九月，让他们相信有奇迹发生，于是随即组成了音乐组合玖月奇迹。

## 成员
- 王小玮（1983年8月26日—）
- 王小海（1980年6月23日—）

## 音乐作品
- 专辑《中国美》[5]（2013.01.25）

| 你若盛开     | 中国范儿 | 梦回浏阳 |
| 唱起来跳起来 | 山水间   | 水墨缘   |
| 大好河山     | 倾国倾城 | 中国美   |

- 专辑《致敬经典》（翻唱专辑）[6]（2013.10.21）

| 万泉河水清又清 | 阿里山的姑娘 | 我爱你塞北的雪 |
| 青春舞曲       | 映山红       | 唱支山歌给党听 |
| 九九艳阳天     | 放马山歌     | 我的祖国       |

- 单曲[7]

| 盛开       | 恭喜呀恭喜 | 花为媒   |
| 踩踩踩     | 福气东来   | 相信梦想 |
| 最美的中国 |            |          |

## 主要演出历程
- 2008年，在央视《星光大道》出道并且获得年度冠军。[1]
- 2009年，在维也纳金色大厅出演了《红色经典》，随后在欧洲、美国和香港巡演。[1][8]
- 2011年1月，首次参加央视春晚并演唱《青春舞曲》。[9]7月30日，陪同宋祖英“魅力中国”2011演唱会一起在深圳华侨城露天广场上演。[10]8月21日，在北京市保利剧院演出，表演了交响乐《保卫黄河》、俄罗斯音乐《旋转木马》等作品。[3]10月20日，随心连心艺术团在江西省瑞金市慰问演出，出演了《苏区干部好作风》、《我的祖国》等作品。[2]
- 2012年1月，二度参加央视春晚，演唱《中国美》。[11]2月，首次参加中央电视台元宵晚会，演唱《放马山歌》。[12]7月，在伦敦参加“中国北京文化周”开幕式并演唱中国美。[13]
- 2013年2月，三度参加央视春晚，演唱《中国范儿》[14]；二度参加中央电视台元宵晚会，演唱《大好河山》[15]
- 2014年2月，三度参加中央电视台元宵晚会，演唱《中国吉祥》；[16]9月13日，在北京奥体中心举办名为“玖月盛开 见证奇迹”的演唱会。[17]
- 2015年3月，四度参加中央电视台元宵晚会，与众星和唱《恭喜呀恭喜》。[18]
- 2016年2月，四度参加央视春晚，演唱《美丽中国走起来》。[19]五度参加中央电视台元宵晚会，演唱《福气东来》。[20]
- 2017年1月，五度参加央视春晚，演唱《冰雪彩虹》；[21]2月，六度参加中央电视台元宵晚会，演唱《最美的中国》。[22]
- 2018年 3月，七度参加中央电视台元宵晚会，与众星合唱《看山看水看中国》。[23]

## 奖项
- 2008年央视《星光大道》冠军[1]

- 2011年春晚“我最喜爱的节目评选”创作一等奖[2]